# 大分団地新聞
大分団地新聞（おおいただんちしんぶん）は大分県大分市王子西町6番22号に本社を置く株式会社大分団地新聞社が発行する無料配布フリーペーパー。
1968年（昭和43年）6月創刊。毎月1日発行。2016年2月現在3万2000部が発行され、大分市内の各団地で無料配布されている。